# Daniele Massaro
Daniele Massaro (* 23. Mai 1961 in Monza) ist ein ehemaliger italienischer Fußballspieler.

## Karriere
Daniele Massaro begann seine Profikarriere 1979 bei seinem Heimatclub AC Monza in der Serie B. Nach seinem Wechsel zum Serie-A-Klub AC Florenz 1981 berief Nationaltrainer Enzo Bearzot den jungen Angreifer in die italienische Fußballnationalmannschaft und in den Kader für die Fußball-Weltmeisterschaft 1982 in Spanien, bei der Italien Weltmeister wurde. Er kam jedoch bei dieser WM nicht zum Einsatz.
Im Jahr 1986 wechselte Massaro von Florenz zur AC Mailand. Hier spielte er bis 1995 mit einer einjährigen Unterbrechung 1988, als er an die AS Rom ausgeliehen wurde. Mit Milan feierte er seine größten Erfolge. Zweimal gewann er unter Arrigo Sacchi bzw. Fabio Capello die UEFA Champions League, das erste Mal am 23. Mai 1990 in Wien unter dem damaligen Titel Europapokal der Landesmeister. Beim Finale der UEFA Champions League schoss er am 18. Mai 1994 im Athener Olympiastadion beim 4:0 gegen den FC Barcelona die ersten beiden Tore.
Seine großartigen Leistungen in der Saison 1993/94 überzeugten Nationaltrainer Arrigo Sacchi, so dass er ihn für die Fußball-Weltmeisterschaft 1994 in den USA wieder ins Nationalteam berief. Bei diesem WM-Turnier avancierte er überraschend zum Stammspieler und spielte als Sturmpartner von Roberto Baggio auch im Finale gegen Brasilien, wo Massaro seinen Elfmeter verschoss (ebenso wie Roberto Baggio und Franco Baresi) und Italien das Endspiel verlor.
Im Jahr 1995 verließ er Italien und ging nach Japan, wo er 1996 beim Club Shimizu S-Pulse seine Karriere beendete.

## Erfolge

### Im Verein
- Italienische Meisterschaft (4): 1987/88, 1991/92, 1992/93, 1993/94
- Supercoppa Italiana (2): 1988, 1992
- Europapokal der Landesmeister: 1989/90
- UEFA Champions League: 1993/94
- UEFA Super Cup (3): 1989, 1990, 1994
- Weltpokal (2): 1989, 1990

### In der Nationalmannschaft
- Weltmeister: 1982
- Vize-Weltmeister: 1994